# Linda Hutcheon
Linda Hutcheon, née le 24 août 1947 à Toronto, est une universitaire canadienne spécialisée dans l'étude de la théorie de la littérature, de la critique littéraire, de l'opéra et des études canadiennes. Ses travaux sur le postmodernisme sont particulièrement réputés. 

## Carrière
Elle a obtenu un baccalauréat universitaire ès lettres à l'Université de Toronto en 1969, un master en romanistique à l'université Cornell en 1971 et un doctorat en littérature comparée en 1975, de nouveau à l'Université de Toronto.
Elle enseigne d'abord à l'Université McMaster avant de devenir professeur d'anglais et de littérature comparée à l'Université de Toronto en 1988. Elle est depuis 2000 présidente de l'Association américaine des langues modernes (la première femme canadienne à ce poste). 

## Travaux

### Postmodernisme
Linda Hutcheon a publié plusieurs travaux liés à l'esthétique, notamment l'ironie (Irony's Edge, Routledge, 1994), la parodie (A Theory of Parody', Meuthen, 1985) et l'adaptation (A Theory of Adaptation, Routledge, 2006). Elle a écrit des états de l'art sur le postmodernisme comme The Politics of Postmodernism (Routledge, 1989), A Poetics of Postmodernism (Routledge, 1988) et Rethinking Literary History (OUP, 2002), et a édité A Postmodern Reader (SUNY, 1993) avec Joseph Natoli.     
Sa conception du postmodernisme est souvent mise en opposition avec celle de Fredric Jameson en Amérique du Nord : tandis que Jameson dénonce l'absence de sens critique et de contextualisation dans le postmodernisme ainsi que la pression du capitalisme sur la production culturelle, Hutcheon explore les possibilités qu'offre le postmodernisme pour l'exercice de la critique. En particulier, elle suggère que l'usage de la parodie « à la fois légitimiste et subverti le sujet parodié », révélant « comment les conceptions actuelles viennent du passé et quelles conséquences idéologiques résultent tant de la continuité que de la rupture ». Elle postule donc que le postmodernisme ne décontextualise pas le présent, mais peut permettre de repenser l'histoire à la lumière des nouvelles méthodes critiques.
Linda Hutcheon a créé la notion de métafiction historiographique pour décrire les textes littéraires proposant une interprétation du passé tout en admettant la partialité et l'incomplétude de cette interprétation. Il s'agit donc d'une manière de condamner les falsifications ou la fausse objectivité des historiens du passé sans pour autant créer de rupture entre passé et présent.

## Étude canadienne
Nombre de travaux de Linda Hutcheon sur le postmodernisme ont été effectués dans le contexte du Canada, dont The Canadian Postmodern. Elle voit notamment l'ironie comme particulièrement importante pour l'identité canadienne, et a également écrit sur le multiculturalisme au Canada.

### Opéra
Depuis le milieu des années 1990, Linda Hutcheon a publié des travaux sur l'opéra avec son mari Michael Hutcheon. Elle a souvent recours à la critique littéraire et s'intéresse particulièrement à l'évocation de sujets liés à la médecine (maladie, mort...) dans l'opéra.

## Principales publications
- A Theory of Adaptation. (New York et Londres : Routledge, 2006).
- Opera: The Art of Dying. Harvard University Press, 2004 (avec Michael Hutcheon).
- Rethinking Literary History: A Forum on Theory. New York : Oxford University Press, 2002 (avec Mario J. Valdés).
- « Postmodern Afterthoughts ». Wascana Review of Contemporary Poetry and Short Fiction 37.1 (2002) : 5-12. lire en ligne
- Bodily Charm: Living Opera. Lincoln : University of Nebraska Press, 2000 (avec Michael Hutcheon).
- « A Crypto-Ethnic Confession ». The Anthology of Italian-Canadian Writing. Éd. Joseph Pivato. Toronto : Guernica Editions, 1998.
- Opera: Desire, Disease, and Death. Lincoln : University of Nebraska Press, 1996 (avec Michael Hutcheon).
- « The Post Always Rings Twice: The Postmodern and the Postcolonial ». Material History Review 41 (1995) : 4-23.  lire en ligne
- Irony's Edge: The Theory and Politics of Irony. Londres et New York : Routledge, 1994.
- « Incredulity toward Metanarrative: Negotiating Postmodernism and Feminisms ». Collaboration in the Feminine: Writings on Women and Culture from Tessera. Éd. Barbara Godard. Toronto : Second Story, 1994. 186-192.  lire en ligne
- The Canadian Postmodern: A Study of Contemporary English-Canadian Fiction. Toronto : Oxford University Press, 1992.
- Splitting Images: Contemporary Canadian Ironies. Toronto : Oxford University Press, 1991.
- « Historiographic Metafiction: Parody and the Intertextuality of History ». Intertextuality and Contemporary American Fiction. Éd. P. O'Donnell et Robert Con Davis. Baltimore : Johns Hopkins University Press, 1989. 3-32.
- The Politics of Postmodernism. Londres et New York : Routledge, 1989.
- « The Postmodern Problematizing of History ». English Studies in Canada 14.4 (1988): 365-382. lire en ligne
- A Poetics of Postmodernism: History, Theory, Fiction. Londres et New York : Routledge, 1988.
- A Theory of Parody: The Teachings of Twentieth-Century Art Forms. Champaign and Urbana: University of Illinois Press, 1994, 2001.
- Narcissistic Narrative 1980, 1985, 2013.

## Distinctions
- 1990 : membre de la Société royale du Canada
- 2005 : prix Killam
- 2010 : Officier de l'Ordre du Canada
- 2010 : prix Molson
- 2016 : médaille Lorne Pierce